# Denise Chalem
Denise Chalem, née le 25 avril 1952 au Caire (Égypte), est une comédienne, autrice et metteuse en scène française.

## Biographie
Denise Chalem passe les premières années de sa vie au Caire. Sa famille quitte l'Égypte à cause des événements du canal de Suez et s'installe en France. Après le bac, elle prépare un DEUG d'études théâtrales et de lettres à Censier, où elle suit les cours de Jacques Lassalle. Elle est ensuite l'élève de l'école de Robert Hossein à Reims, avant d'intégrer le Conservatoire national supérieur d'art dramatique dans la classe d'Antoine Vitez (Promotion 1977).
Au théâtre, sous la direction de Gabriel Garran, Jean-Pierre Vincent, Bernard Murat, Marcel Bluwal ou Stéphane Hillel, elle joue des classiques, (Molière, Marivaux, Beaumarchais, Hugo), des auteurs actuels comme Herb Gardner et Anne-Marie Étienne, mais aussi ses propres textes.
C'est en 1980 qu'elle écrit sa première pièce À cinquante ans, elle découvrait la mer, qu'elle interprète la même année avec Isabelle Sadoyan, et qui sera traduite dans huit langues. Viennent ensuite La Nuit de cristal; Prague, mille quatre-vingt quatorze kilomètres, texte commandé pour la collection télévisée d'Antenne 2 Théâtre pour demain et interprété par Marie-Christine Barrault ; Selon toute ressemblance ; Couki et Louki sont sur un bateau, spectacle créé en 1987 au Théâtre de l'Escalier d'Or ; Le Temps arrêté, qui met en scène les relations de Coco Chanel et Paul Morand ; et Dis à ma fille que je pars en voyage, l'histoire de deux femmes partageant la même cellule. Cette pièce remportera deux Molières en 2005. En 2011, elle interprète Aller chercher demain avec Michel Aumont au Théâtre de Paris.
Elle est également l'autrice d'une nouvelle, Yvonne, publiée par la revue Autrement, et de scénarios pour la télévision, dont Nés de la mère du monde qu'elle réalise.
Au cinéma, elle a notamment tourné sous la direction de Robert Hossein, Bertrand Blier, Bruno Nuytten et Frédéric Schoendoerffer. Elle a joué dans de nombreux téléfilms et séries télévisées.

## Théâtre

### Autrice
- À cinquante ans, elle découvrait la mer (L'Avant-scène théâtre no 676, 1980; Actes Sud - Papiers, 1985)
- La Nuit de cristal (1981)
- Prague, mille quatre-vingt quatorze kilomètres (1983)
- Selon toute ressemblance (Actes Sud - Papiers, 1986)
- Couki et Louki sont sur un bateau (Actes Sud -Papiers, 1987)
- Le Temps arrêté (1994)
- Dis à ma fille que je pars en voyage (Actes Sud - Papiers, 2006)
- Paris 7e, mes plus belles vacances (Actes Sud - Papiers, 2010)
- Aller chercher demain (L'Avant-scène théâtre no 1299, 2011)

### Comédienne
- 1976 : Les Cordonniers de Stanislaw Witkiewicz, mise en scène Ewa Lewinson, Théâtre des Quartiers d'Ivry
- 1977 : Marie Tudor de Victor Hugo, mise en scène Denise Chalem, Conservatoire national supérieur d'art dramatique
- 1978 : La Manifestation de Philippe Madral, mise en scène Jacques Rosner, Théâtre de l'Odéon
- 1978 : Si jamais je te pince !... d'Eugène Labiche, mise en scène Jacques Rosner, Théâtre de la Commune
- 1978 : La Manifestation de Philippe Madral, mise en scène Jacques Rosner, Théâtre de l'Odéon
- 1980 : Le Nouveau Menoza de Jakob Michael Reinhold Lenz, mise en scène Michel Dubois, Festival d'Avignon, Comédie de Caen
- 1980 : À cinquante ans, elle découvrait la mer de Denise Chalem, mise en scène Gabriel Garran, Petit Odéon
- 1983 : La Nuit de cristal, de Denise Chalem, direction artistique Joëlle Goutal, Festival d'Avignon, lectrice
- 1984 : Monsieur Vitrac d'après Roger Vitrac, mise en scène Jean-Christian Grinevald, Maison des arts de Créteil
- 1984 : À cinquante ans, elle découvrait la mer de Denise Chalem, mise en scène Gabriel Garran, Théâtre de la Commune, et 1985 : Studio des Champs-Élysées
- 1986 : Selon toute ressemblance de et mise en scène Denise Chalem, Théâtre de la Gaîté-Montparnasse
- 1987 : Le Mariage de Figaro de Beaumarchais, mise en scène Jean-Pierre Vincent, Théâtre national de Chaillot
- 1988 : La Double Inconstance de Marivaux, mise en scène Bernard Murat, Théâtre de l'Atelier, Festival d'Anjou
- 1989 : Les Incertitudes du désir d'après Crébillon fils, mise en scène Gilles Gleizes, La rose des vents (Villeneuve-d'Ascq),
- 1990 : Les Incertitudes du désir d'après Crébillon fils, mise en scène Gilles Gleizes, Théâtre de l'Athénée
- 1991 : Les Incertitudes du désir d'après Crébillon fils, mise en scène Gilles Gleizes, Théâtre national de Bretagne
- 1997 : Une mesure d'avance d'Anne-Marie Étienne, mise en scène Adrian Brine, Théâtre Saint-Georges
- 2001 : Le Temps arrêté, direction artistique Vera Feyder, Festival d'Avignon, lectrice
- 2002 : Conversation avec mon père d'Herb Gardner, mise en scène Marcel Bluwal, Centre national de création d'Orléans, Théâtre de la Porte-Saint-Martin
- 2005 : Dis à ma fille que je pars en voyage de et mise en scène Denise Chalem, Théâtre de l'Œuvre
- 2005-2007 : Dis à ma fille que je pars en voyage de et mise en scène Denise Chalem, tournée
- 2007 : Le Nouveau Testament de Sacha Guitry, mise en scène Daniel Benoin, Théâtre national de Nice
- 2008 : La Maison du lac d'Ernest Thompson, mise en scène Stéphane Hillel, tournée
- 2009 : Le Nouveau Testament de Sacha Guitry, mise en scène Daniel Benoin, tournée, Théâtre de la Croix-Rousse, Théâtre La Criée, Théâtre du Nord, Théâtre des Treize Vents, Théâtre Nanterre-Amandiers
- 2011 : Aller chercher demain de Denise Chalem, mise en scène Didier Long, Théâtre de Paris

### Metteuse en scène
- 1977 : Marie Tudor de Victor Hugo, Conservatoire national supérieur d'art dramatique
- 2004 : Dis à ma fille que je pars en voyage de Denise Chalem, Théâtre du Rond-Point

## Filmographie

### Cinéma

#### Actrice
- 1982 : Les Misérables de Robert Hossein
- 1982 : La Côte d'amour de Charlotte Dubreuil
- 1988 : Camille Claudel de Bruno Nuytten
- 1989 : Trop belle pour toi de Bertrand Blier
- 1993 : Un, deux, trois, soleil de Bertrand Blier
- 1995 : Rimbaud Verlaine d'Agnieszka Holland
- 1995 : Ça rigole pas (c.m.) de Carine Lefebvre
- 1999 : Le Sourire du clown d'Éric Besnard
- 2000 : Scènes de crimes de Frédéric Schoendoerffer
- 2001 : Lisa de Pierre Grimblat
- 2021 : Tout s'est bien passé de François Ozon
- 2021 : L'Homme de la cave de Philippe Le Guay

#### Scénariste et réalisatrice
- 2004 : Saint Joseph, priez pour nous...

### Télévision

#### Actrice
- 1978 : Le Voyage de Selim de Régina Martial
- 1981 : T'es grand et puis t'oublies de Serge Moati
- 1983 : L'Homme qui aimait deux femmes de Philippe Defrance
- 1983 : Trois morts à zéro de Jacques Renard
- 1984 : Machinations de Bruno Gantillon
- 1984 : À cinquante ans, elle découvrait la mer de Charlotte Dubreuil
- 1989 : L'Été de la Révolution de Lazare Iglesis
- 1989 : Marat de Maroun Bagdadi
- 1991 : Léon Morin, prêtre de Pierre Boutron
- 1991 : La Maison vide de Denys Granier-Deferre
- 1992 : Les Merisiers de Pierre Lary
- 1993 : Maigret : Maigret et les témoins récalcitrants de Michel Sibra : Solange Lachaume
- 1994 : B comme Bolo de Jean-Michel Ribes
- 1994 : Avanti ! de Jacques Besnard
- 1994 : Éclats de famille de Didier Grousset
- 1994 : Le Fils du cordonnier de Hervé Baslé
- 1995 : La Femme piégée de Frédéric Compain
- 1996 : Attends-moi de François Luciani
- 1998 : Ça commence à bien faire ! de Patrick Volson
- 1999 : La Crèche de Jacques Fansten et Patrice Martineau
- 2001 : Julie Lescaut : Beauté fatale d'Alain Wermus : Catherine Vidor
- 2001 : Docteur Sylvestre : Des apparences trompeuses de Marion Sarraut
- 2002 : La Gave de Christian Bonnet
- 2006-2010 : Équipe médicale d'urgence d'Étienne Dhaene - 21 épisodes : Blanche Castillon
- 2012 : Divorce et fiançailles d'Olivier Péray : Gina
- 2013 : Détectives : Avis de coup de vent de Lorenzo Gabriele
- 2014 : L'Esprit de famille de Frédéric Berthe : Sonia Perez
- 1999 et 2015 : Boulevard du Palais : 
  - 1999 : La Jeune fille et la mort de Jacques Malaterre - Lisa Dutertre
  - 2015 : Plein emploi pour la mort de Christian Bonnet -  Présidente Cour d'Appel
- 2022 : Et toi, c'est pour quand ? de Caroline et Éric du Potet : Joséphine

#### Scénariste
- 1982 : Les Sept jours du marié de Serge Moati
- 1983 : Théâtre pour demain : Prague, mille quatre-vingt quatorze kilomètres de Joannick Desclers
- 1984 : À cinquante ans, elle découvrait la mer de Charlotte Dubreuil

#### Scénariste et réalisatrice
- 2003 : Nés de la mère du monde

## Distinctions
- 1981 : Prix Nouveau Talent SACD pour À cinquante ans, elle découvrait la mer
- 1981 : Prix de la Fondation de la Vocation pour La Nuit de cristal
- Molières 1988 : Nomination pour le Molière de la comédienne dans un second rôle pour La Double Inconstance
- 1990 : Prix Arletty pour l'ensemble de son œuvre dramatique
- Molières 2002 : Nomination au Molière de la comédienne dans un second rôle pour Conversations avec mon père
- Molières 2005 : Nomination au Molière de l'auteur pour Dis à ma fille que je pars en voyage
- Molières 2005 : Molière du spectacle de création française pour Dis à ma fille que je pars en voyage
- Molières 2011 : Nomination au Molière de l'auteur francophone vivant pour Aller chercher demain
- 2011 : Grand Prix du Théâtre de l’Académie Française